# 佐藤祐吾
佐藤 祐吾（さとう ゆうご、1994年8月29日 - ）は日本の声優、俳優。埼玉県出身。

## 人物
- 日本芸術専門学校声優学科卒業[2]。
- 特技はダンス、アメリカンフットボール[1]。
- ダンス経験はジャズ、ブレイク、ポッピング、ヒップホップ、R&B。
- 剣道2段の資格を持っている[1]。他、和太鼓経験がある。
- 心理学が好きで、カウンセラーの資格を取得した。
- スタンダードグレーのチンチラ、『佐藤・ミセバヤ・オヤブン』に飼われ始めた(2024/02)
- 2025年2月28日、所属していたIAMエージェンシーの退所を発表、フリーとなった[3]。

## 出演
太字はメインキャラクター。

### テレビアニメ
2015年
- 雨色ココア（都倉望）
- 電波教師（見学A）
- 城下町のダンデライオン（サラリーマン）
- 実は私は（野球部員）
- 雨色ココア シリーズ（2015年 - 2017年、都倉望） - 3シリーズ

2019年
- ACTORS -Songs Connection-（新木完）

2021年
- 遊☆戯☆王SEVENS（2021年 - 2022年、加山シュベール）
- 吸血鬼すぐ死ぬ（エディ）

2022年
- シュート!Goal to the Future（松橋圭）

2023年
- アルスの巨獣（狩人）

### Webアニメ
- Promised Town（2016年、健斗[6][7]）

### ゲーム
2015年
- プリンセスメーカー（ミカエル）

2018年
- 一血卍傑-ONLINE-（シン）
- 黒騎士と白の魔王（坂田金時、安倍晴明）
- エターナルスカーレット（ライン）

2021年
- カルテットファンタジア（闇の魔人）

2022年
- オノゴロ物語（アラキダ・マサタケ）

2024年
- 18TRIP（衣川季肋）

### ドラマCD
- チャンピオンRED8月号特別付録「紫電改のマキ」（飛燕）
- EXIT TUNES PRESENTS ACTORS（新木完）※4、6、ACTORS6通常盤アニメイトオリジナル特典、Extra Edition6、Extra Edition9

### デジタルコミック
- UULA「失恋ショコラティエ」（2015年、オリヴィエ・トレルイエ）

### 吹き替え
- 凹凸世界（2019年、ライシー[10]）

### ラジオ
※はインターネット配信。
- ラジオ雨色ココア（2015年 - 2017年、ラジオ大阪・ラジオ日本）
- ラジオあめこん!!（2017年 - 2018年、ラジオ大阪・ラジオ日本）
- 音泉キング「下野紘」のラジオ きみはもちろん、＜音泉＞ファミリーだよね?（2018年 - 、音泉※）[11]
- 音泉ジュニアラジオ「佐藤祐吾、千葉瑞己の筋トレ男子」（2018年、音泉※）[12]
- 佐藤祐吾・古畑恵介のFirst Step！（2019年 - 2020年、音泉※）

### テレビ番組
※はインターネット配信。
- オトメイトチャンネル（2016年10月 - 2018年7月 、ニコニコ生放送※）2代目アシスタント

### 舞台
- 日本芸術専門学校主催 震災復興支援ミュージカル「千の風になって 2013」（2013年9月） - 主役・ウパシ 役
- 舞台「ダンスレボリューション〜ホントのワタシ〜2014」（2014年9月）- 隼人 役
- MEVIUS×日本芸術専門学校コラボレーション「if〜いくつかの物語〜」（2015年1月） - エキストラ出演
- 「Heavenly Drop〜全ては物語〜」DANCER&ACTION出演（2015年4月）
- ミュージカル・テニスの王子様3rdシーズン（2015年 - 2020年） - 木更津淳 / 木更津亮 役
  - 青学vs聖ルドルフ （2015年9月5日 - 11月3日）
  - 青学vs山吹 （2015年12月24日 - 2016年2月21日）
  - TEAM Live St.RUDOLPH （2016年3月17日・19日・29日・31日・4月2日）
  - Dream Live 2016（2016年5月13日 - 15日、20日 - 22日）
  - 青学vs六角（2016年12月22日 - 2017年2月12日）
  - Dream Live 2017（2017年5月26日 - 28日）
  - 青学vs立海（2017年7月14日 - 10月1日）
  - TEAM Party ROKKAKU（2017年10月27日・29日・31日・11月2日・4日）
  - Dream Live 2018（2018年5月5日・6日・19日・20日）
  - 秋の大運動会2019（2019年10月8日・9日）
  - Dream Live 2020（中止）
- ライブ・スペクタクル「NARUTO-ナルト-」（2016年7月30日 - 8月7日、13日 - 28日） - ロック・リー 役
- 舞台『弱虫ペダル』〜箱根学園新世代、始動〜（2016年9月30日 - 10月2日、7日 - 10日）- 東堂尽八 役
- OFFICE SHIKA REBORN「パレード旅団」 （2017年12月7日 - 17日、21日 - 24日）- 息子 / 松本義光 役
- 舞台「ハンドシェイカー」（2018年1月24日 - 28日）- ブレイク 役
- おん・すてーじ「真夜中の弥次さん喜多さん 三重」（2018年6月21日 - 24日）- 梅鉢双 役
- SaGa THE STAGE〜七英雄の帰還〜（2018年9月21日 - 10月21日）- ジェラール 役
- 「僕のヒーローアカデミア」The“Ultra”Stage - 上鳴電気 役
  - 初演（2019年4月12日 - 29日）
  - 本物の英雄（2020年3月6日 - 4月5日）
  - 本物の英雄 PLUS ULTRA ver.（2021年12月3日 - 12日、24日 - 26日）
  - The"Ultra"Live（未定）
  - 最高のヒーロー（2023年4月27日 - 5月７日、12日 - 14日、19日 - 21日）
- 舞台『DARKNESS HEELS～THE LIVE～』（2019年9月13日・18日 - 23日）- ダッシュ・ロレッテ 役
- 舞台「鬼滅の刃」 - 嘴平伊之助 役
  - 初演（2020年1月18日 - 26日、31日 - 2月2日）
  - 其ノ弐 絆（2021年8月7日 - 15日、20日 - 22日、27日 - 31日）
  - 其ノ参 無限夢列車（2022年9月10日 - 11日、16日 - 25日、10月15日 - 23日）
  - 其ノ肆 遊郭潜入（2023年11月12日 - 19日、12月1日 - 10日）[13][14]
- 舞台「birth」（2020年10月10日 - 21日）- マモル 役
- OFFICE SHIKA PRODUCE「秘剣つばめ返し」（2021年1月17日 - 24日、28日 - 31日）- 三郎 役
- Mixa BL朗読シリーズ vol.2『VIP』（2021年4月11日）- 柚木和孝 役
- ヒロイン体験朗読劇「恋人は公安刑事」 from 100シーンの恋＋（2022年1月13日 - 16日）- 東雲歩 役
- 舞台「晴れときどき、わかば荘 あらあら」（2022年6月10日 - 20日）- 一条誠 役
- Action Stage「エリオスライジングヒーローズ」- 如月レン 役
  - 初演（2022年12月8日 - 18日、12月23日 - 25日）[15]
  - -THE NORTH-（2025年1月 ）[16]
- 舞台「よんでますよ、アザゼルさん。」（2023年2月10日 - 26日）
- ソングマン〜翔べ！三ツ谷高校・男子コーラス部〜（2023年3月19日、21日 - 26日）
- ミュージカル『モンブラン～黄昏のROUTE69～』（2023年6月21日 - 25日）[17]
- 舞台「わたしの幸せな結婚」－帝都陸軍オクツキ奇譚－（2023年8月11日 - 20日）- 玉兎 役[18]
- 青山オペレッタ THE STAGE 第5弾（2023年10月4日 - 8日）- 椿理玖 役[19]
- OFFICE SHIKA PRODUCE Operetta「Ms.YAMA-INU」（2024年1月12日 - 15日）[20]
- 舞台「ロッカールームに眠る僕の知らない戦争」（2024年2月2日 - 4日）[21]
- BURAI3 -最終章-（2024年4月17日 - 22日）[22]
- SENTRAL PRODUCE「逆転満塁サヨナラ、またね。」（2024年5月22日 - 26日）[23]
- ミュージカル『青春-AOHARU-鉄道』6～ハッピーレール大作戦～（2024年7月、天王洲銀河劇場/AiiA 2.5 Theater Kobe） - 武蔵野線 役 [24][25]
  - ミュージカル『青春-AOHARU-鉄道』コンサート Rails Live 2025（2025年11月〈予定〉、TACHIKAWA STAGE GARDEN）[26]
- 一騎討ちProject第六回公演 舞台「あれから」（2024年9月 、赤坂RED/THEATER/ABCホール） - 兎川実 役 [27]
- 刃牙 THE GRAPPLER STAGE -地下闘技場編-（2024年12月） - 主役・範馬刃牙 役[28]
- 「銀河鉄道の夜を、また」-2025-（2025年2月）[29]
- minish*3「モンスターボックス」（2025年2月） - シオン 役[30]
- 噺家噺（2025年4月） - 時次郎 役[31]
- 舞台「刀剣乱舞」士伝 真贋見極める眼（2025年7月・8月） - 水心子正秀 役[32]
- 舞台「虚の王:‖」（2025年12月〈予定〉）[33]
- 舞台「お梅は呪いたい」（2026年2月〈予定〉）[34]

### その他コンテンツ
- ゲーム「ロケットリーグ」体験映像出演（2015年）
- ボイスドラマ【プロジェクト試榮館】花日 -Episode.2 ほんとの君をしっている - 鹿山大地 役[35]（2017年）
- 恋愛限定チャット小説アプリ「『KISSMILLe（キスミル）』君とのキスは旅先で～聖夜編～」 - 高階廉 役[36]（2021年）

## 書籍

### 写真集
- 佐藤祐吾 1st写真集（2025年10月10日発売予定、KADOKAWA）[37]